# Familia colisional

Diagrama que muestra las similitudes entre los satélites de cada uno de los grupos exteriores de lunas jovianas.

Una familia colisional es un grupo de cuerpos celestes que, al compartir características físicas y orbitales similares, se considera que provienen de un antiguo cuerpo común que sufrió un evento de colisión.

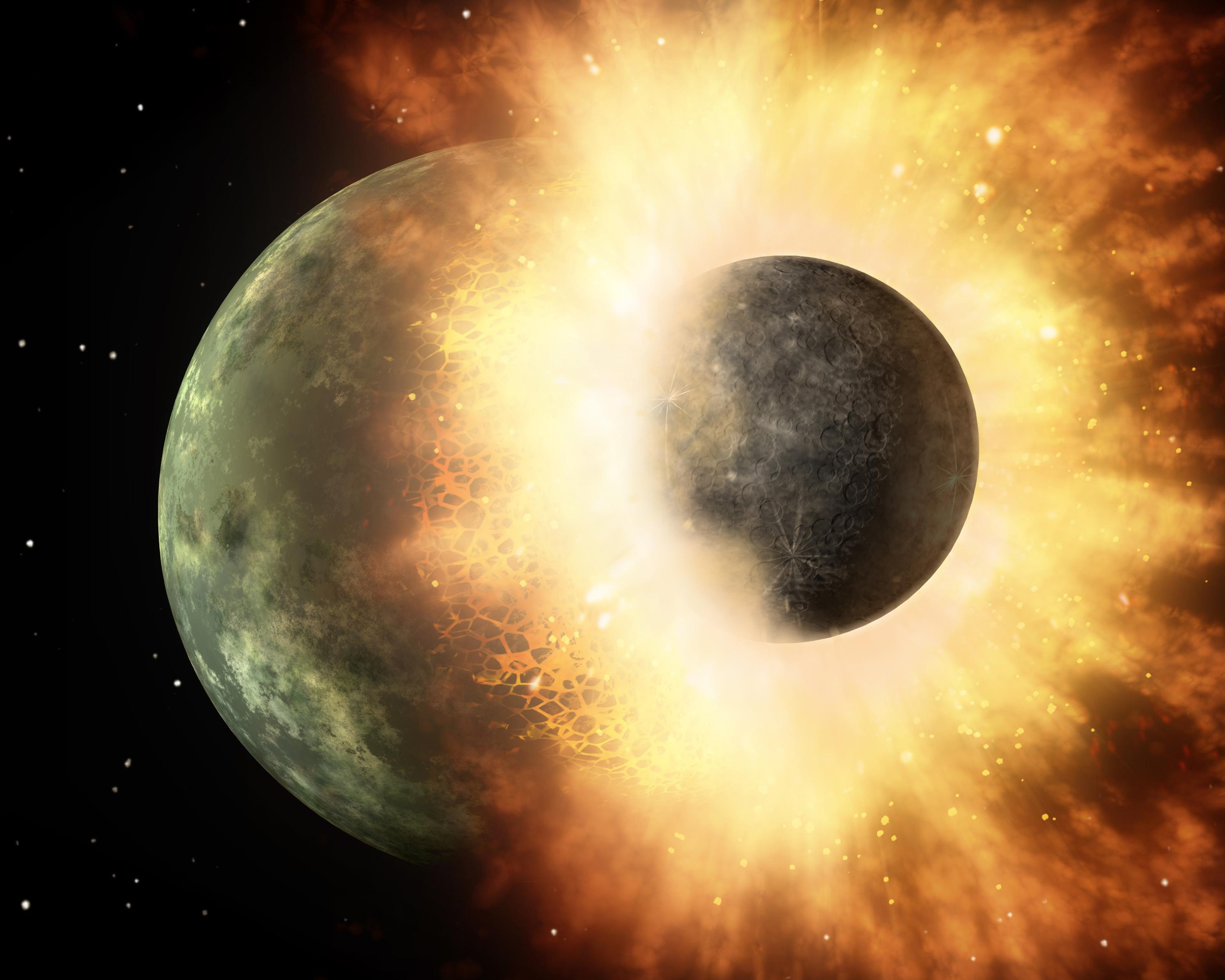
Representación artística del impacto gigante que es la hipótesis de como se formó la Luna. Según la Teoría del gran impacto, evidencias indirectas de este suceso provienen de las rocas recogidas durante las misiones Apolo, que muestran que la abundancia de los isótopos de oxígeno (^{16}O, ^{17}O y ^{18}O) es prácticamente igual a la que existe en la Tierra. Al compartir una composición similar, planeta y satélite, formarían entonces una familia colisional.

Numerosas familias de asteroides, la mayor parte de satélites irregulares de los planetas exteriores, la Tierra y la Luna y los planetas enanos Plutón, Eris y Haumea y sus satélites podrían incluirse entre las familias colisionales conocidas o supuestas.